# Sindodolichos
Sindodolichos é um género botânico pertencente à família Fabaceae.